# Platysteira
Genre
Synonymes
- Dyaphorophyia Bonaparte, 1854[2]

Platysteira est un genre de passereaux de la famille des  Platysteiridés. Il se trouve à l'état naturel en Afrique subsaharienne,,,,,,,,,,.

## Liste des espèces
Selon la classification de référence du Congrès ornithologique international (version 7.3, 2017) :
- Platysteira albifrons Sharpe, 1873 — Pririt à front blanc, Gobemouche caronculé à front blanc, Platysteire à front blanc
- Platysteira blissetti (Sharpe, 1872) — Pririt de Blissett, Gobemouche caronculé à joues rouges, Gobemouche caronculé de Blissett, Platysteire éclatante
- Platysteira castanea Fraser, 1843 — Pririt châtain
- Platysteira chalybea (Reichenow, 1897) — Pririt chalybée, Gobemouche caronculé à cou noir, Platysteire à nuque noire
- Platysteira concreta Hartlaub, 1855 — Pririt à ventre doré, Gobemouche caronculé à ventre doré, Platysteire à ventre doré
  - Platysteira concreta ansorgei (Hartert, 1905)
  - Platysteira concreta concreta Hartlaub, 1855
  - Platysteira concreta graueri (Hartert, 1908)
  - Platysteira concreta kungwensis (Moreau, 1941)
- Platysteira cyanea (Statius Müller, PL, 1776) — Pririt à collier, Gobemouche caronculé à collier, Platysteire caronculé
  - Platysteira cyanea aethiopica Neumann, 1905
  - Platysteira cyanea cyanea (Statius Müller, PL, 1776)
  - Platysteira cyanea nyansae Neumann, 1905
- Platysteira hormophora (Reichenow, 1901) — Pririt du Togo, Pririt de Guinée
- Platysteira jamesoni (Sharpe, 1890) — Pririt de Jameson, Gobemouche caronculé de Jameson, Platysteire de Jameson
- Platysteira laticincta Bates, 1926 — Pririt du Bamenda, Gobemouche caronculé à large bande, Platysteire montagnarde
- Platysteira peltata Sundevall, 1850 — Pririt à gorge noire, Gobemouche caronculé à gorge noir, Monarque à gorge noire, Platysteire à gorge noire
  - Platysteira peltata cryptoleuca Oberholser, 1905
  - Platysteira peltata mentalis Barboza du Bocage, 1878
  - Platysteira peltata peltata Sundevall, 1850
- Platysteira tonsa (Bates, 1911) — Pririt à taches blanches, Gobemouche caronculé à taches blanches, Platysteire tachetée